# Fátyol
Fátyol alatt olyan vékony vagy ritkás szövetet értünk, amely bár fedi és elrejti, bepillantást enged az alatta lévőre.

## A női fátyol története

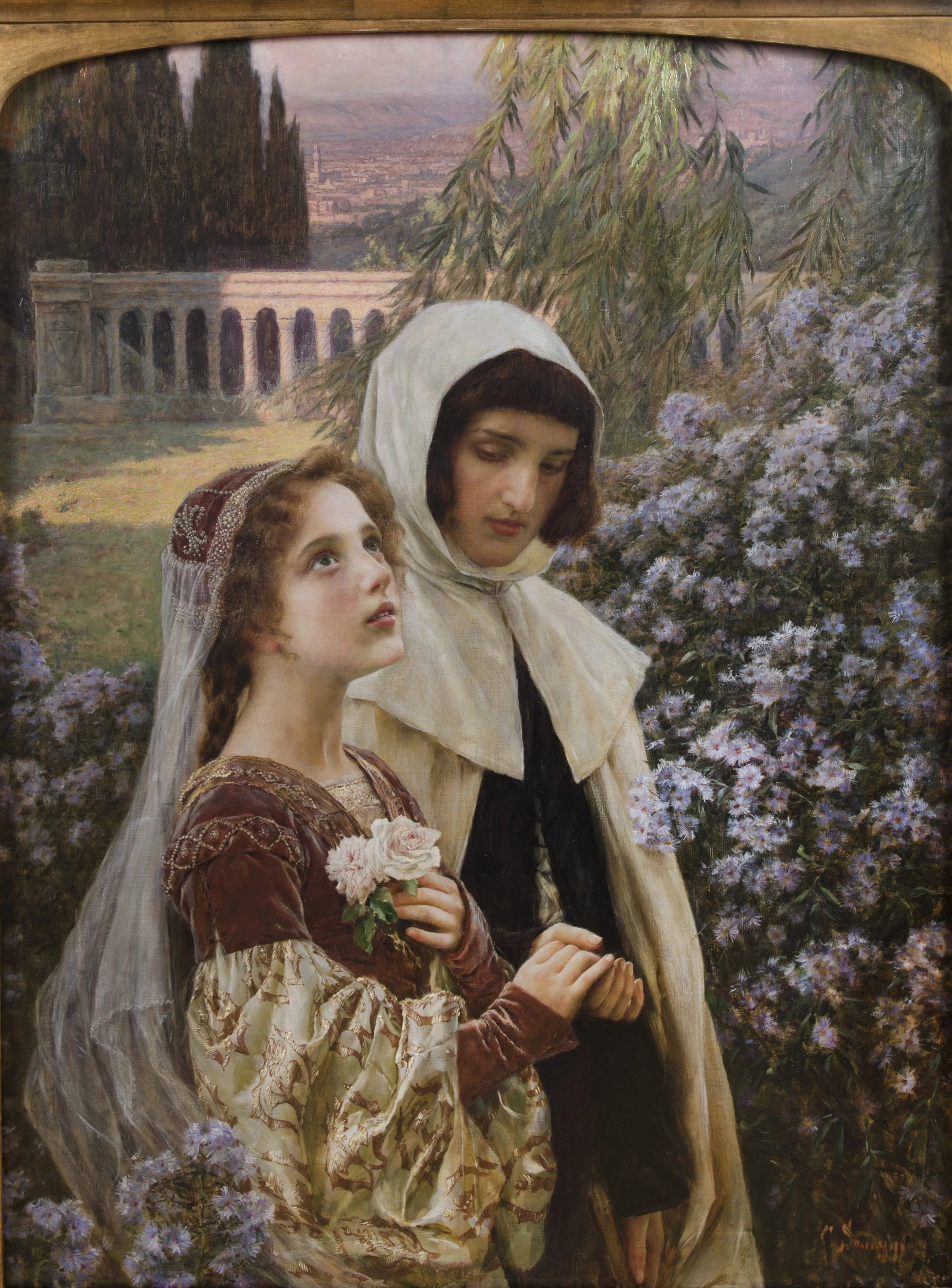
Cesare Saccaggi: „Incipit Vita Nova” c. festményén Beatrice frizurája és áttetsző fátyla figyelemreméltó

A fátyol női használatának egyik első nyomát egy Kr. e. tizenharmadik századi asszír jogi dokumentum tanúsítja, amelyen belül a fátyol használata csak nemes nők számára megengedett, tilos a prostituáltaknak és a hétköznapi nőknek.
A fátyol használatát az Ószövetség is említi: így például a Genezis könyvében, ahol Támár, miután megtudta, hogy jegyesének Selának apja, Júda Timnába jön, „letette özvegyi ruháját, fátyolt vett magára, befödte arcát…” ; az Énekek énekében, ahol a hagyomány szerint Salamon zsidó király menyasszonyát dicséri, mert „halántékod, mint gránátalma gerezdjei a fátyolod mögött.”
 Az ókori görög dokumentumok és szobrászati bizonyítékok is azt mutatják, hogy a fátyol a nők védelmének és társadalmi helyzetük láthatóvá tételének egyik módja volt.
1175-ig az angolszász és anglo–normann nők – az egyedülálló fiatal nők kivételével – fátylat viseltek, amely teljesen eltakarta a hajukat, gyakran nyakukat és állukat is. Csak a Tudorok (1485) után lett ritkább a fátyol, és gyakoribbá vált a csuklya használata.
Napjainkban a nyugati világban a fátyol használata szinte csak a katolikus apácákra korlátozódik, olyannyira, hogy az olaszban a fátyolfelvétel (prendere il velo) kifejezés egy női rendbe való belépést jelenti.
Más összefüggésekben azonban a férfiak is fátyolozzák magukat, különösen a sivatagi környezetben élők, így a tuaregek. Mauritániában például széles körben elterjedt az a férfiszokás, hogy tagelmusttal takarják be a fejüket és arcukat.

## A kifejezés használata

### A fátyol mint ruha
A fátyol túlnyomórészt női ruhadarab, amelyet ma is – legátlátszóbb változatában – díszként és csábító fegyverként, a legátláthatatlanabb esetben pedig kiegészítőként használnak, hogy elrejtőzzenek mások tekintete elől. Jelenleg ezt a kifejezést gyakran az iszlám fejkendővel vagyis a hidzsábbal társítják.

#### A művészetben
Azáltal, hogy áttetsző anélkül, hogy felfedne, a fátyol nagyszerűen kapcsolódik a szexualitáshoz, és széles körben használják az erotikus ikonográfiában.
A fátyol ikonográfiája nagyon ősi és elterjedt, a Māyā fátyoltól az eleuszinuszi misztériumokig, Szűz Mária fátylától Salomé fátyláig, a burkáig, a hét fátyol táncáig és így tovább.
A fátyol különösen a művészetben és a szimbolista szférában kapott erős metaforikus szerepet, a költészettől a többi művészetig. Marcel Duchamp újabban a ready-made-del feltárta a művészetben elterjedt tárgyak értékét, új jelentéseket adva nekik. Christo munkája pedig tárgyakat és épületeket takart el, hogy újra láthatóvá tegye őket.

## Képgaléria

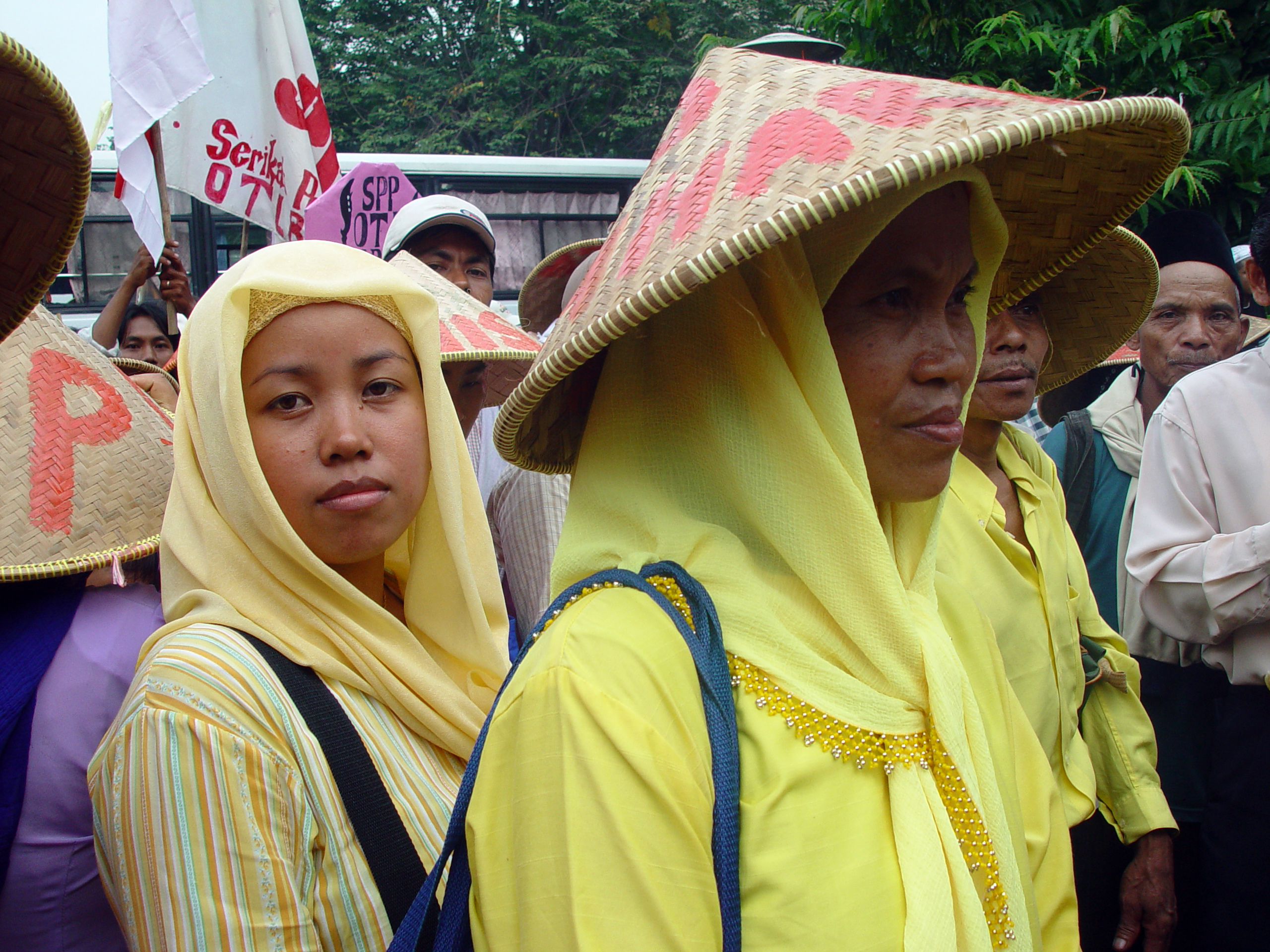
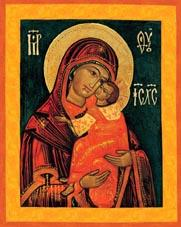
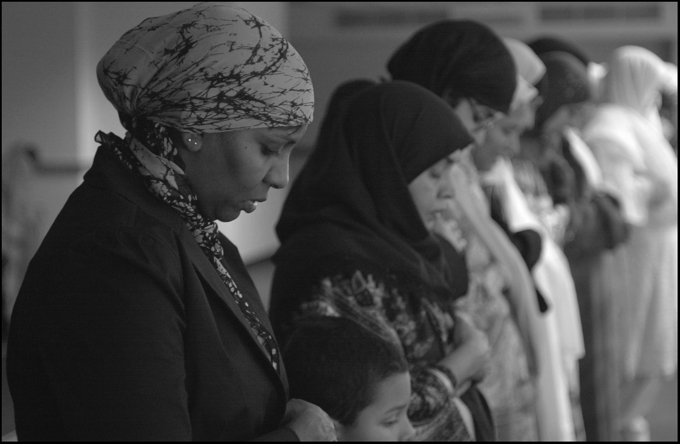
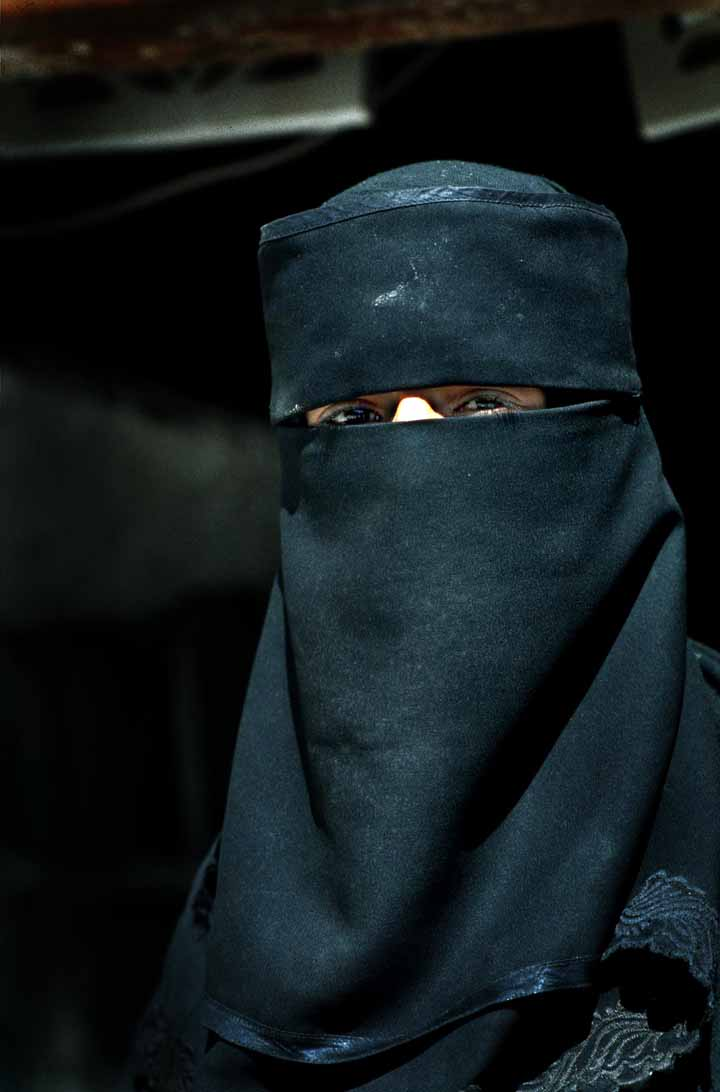
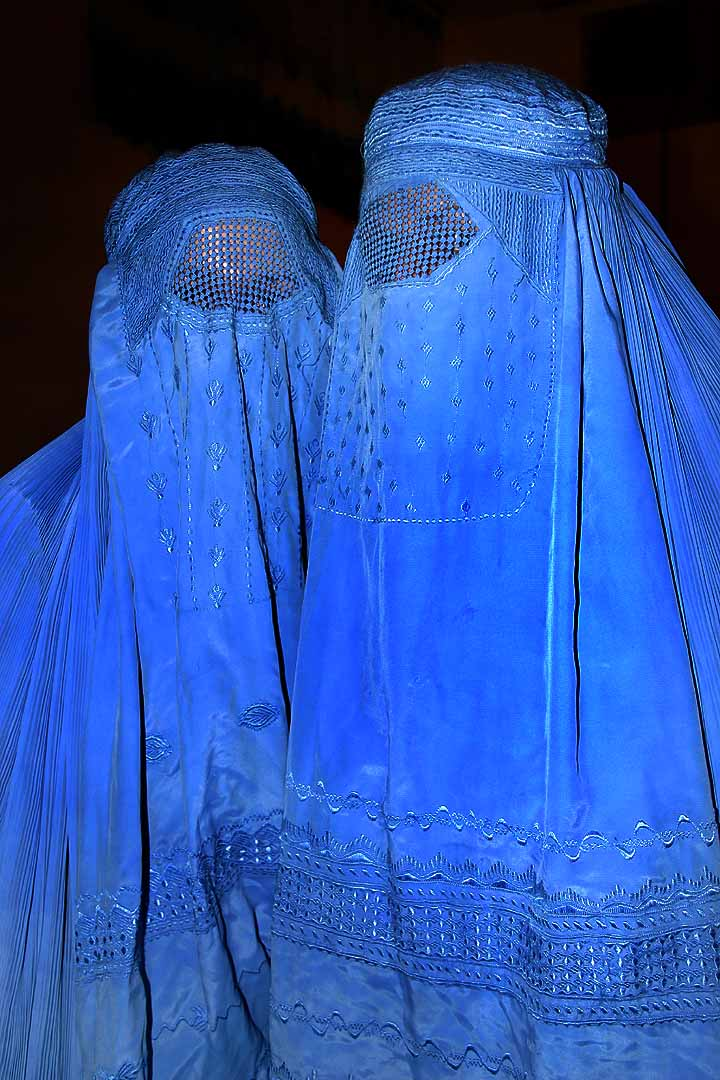
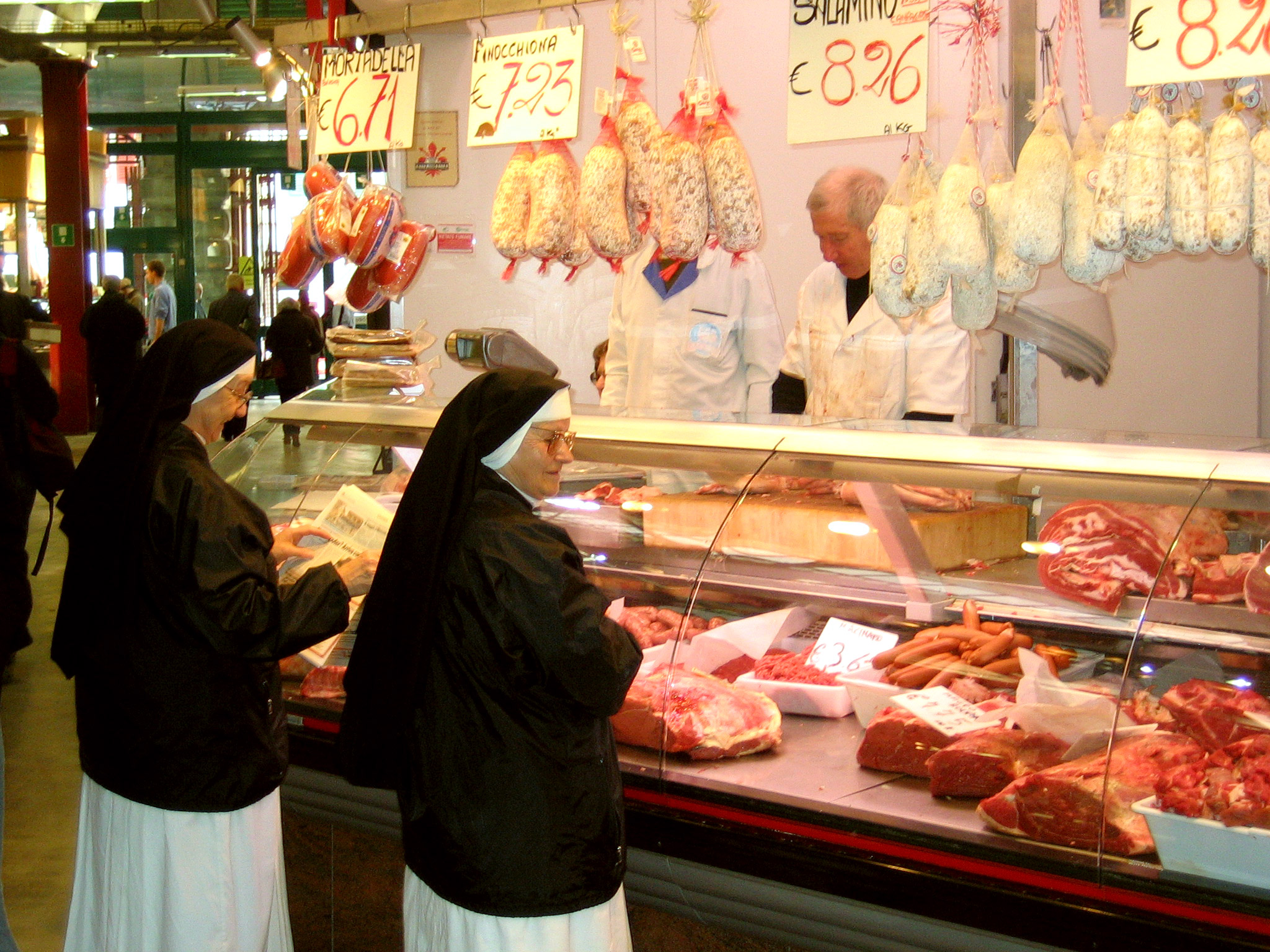
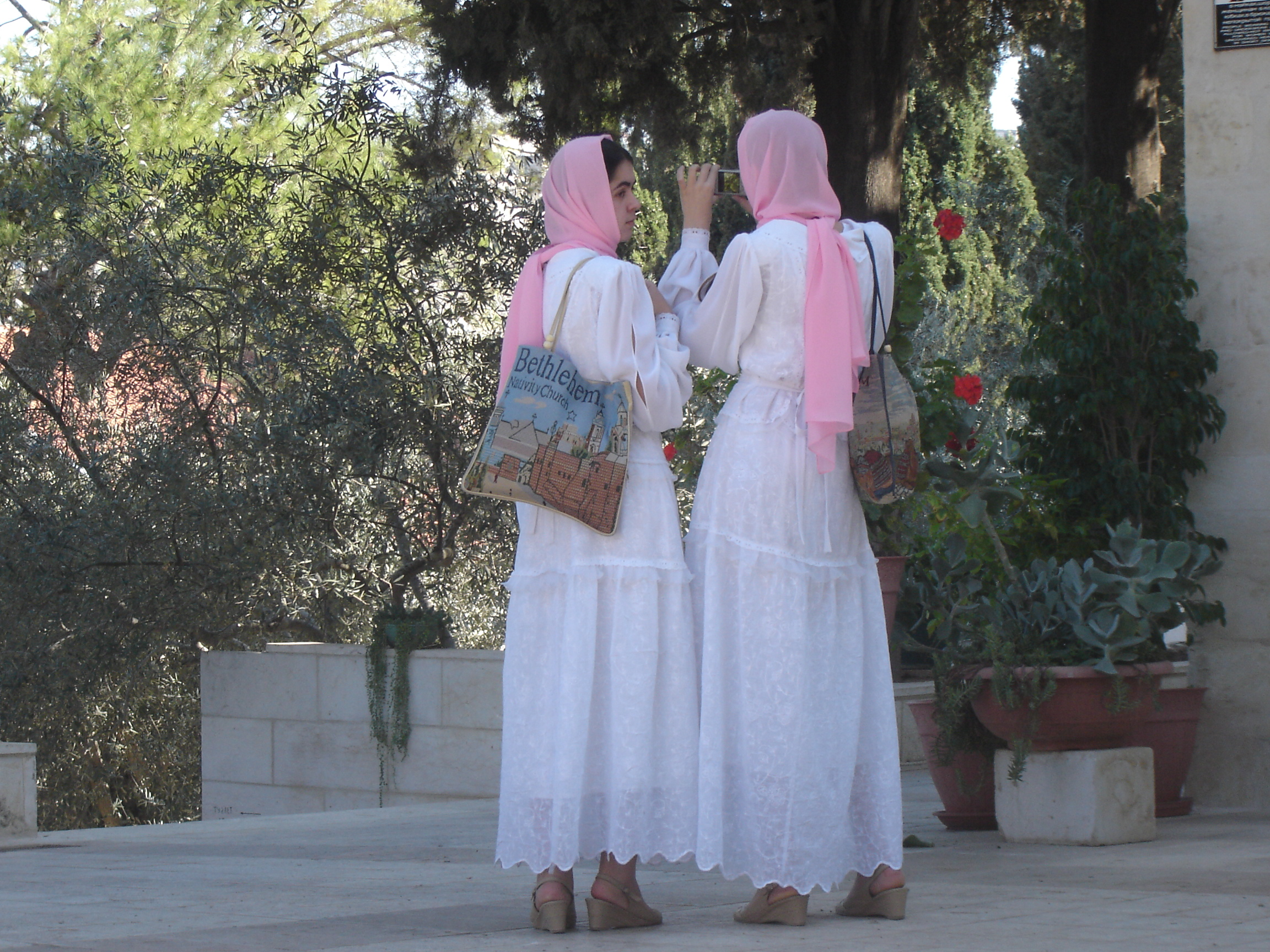
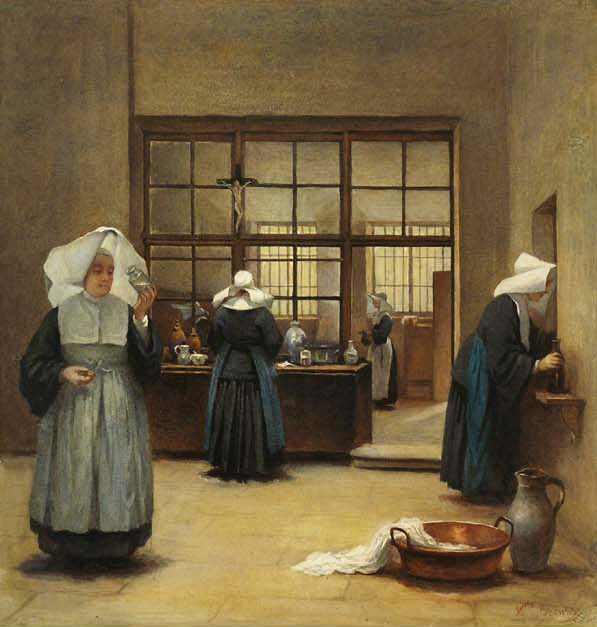
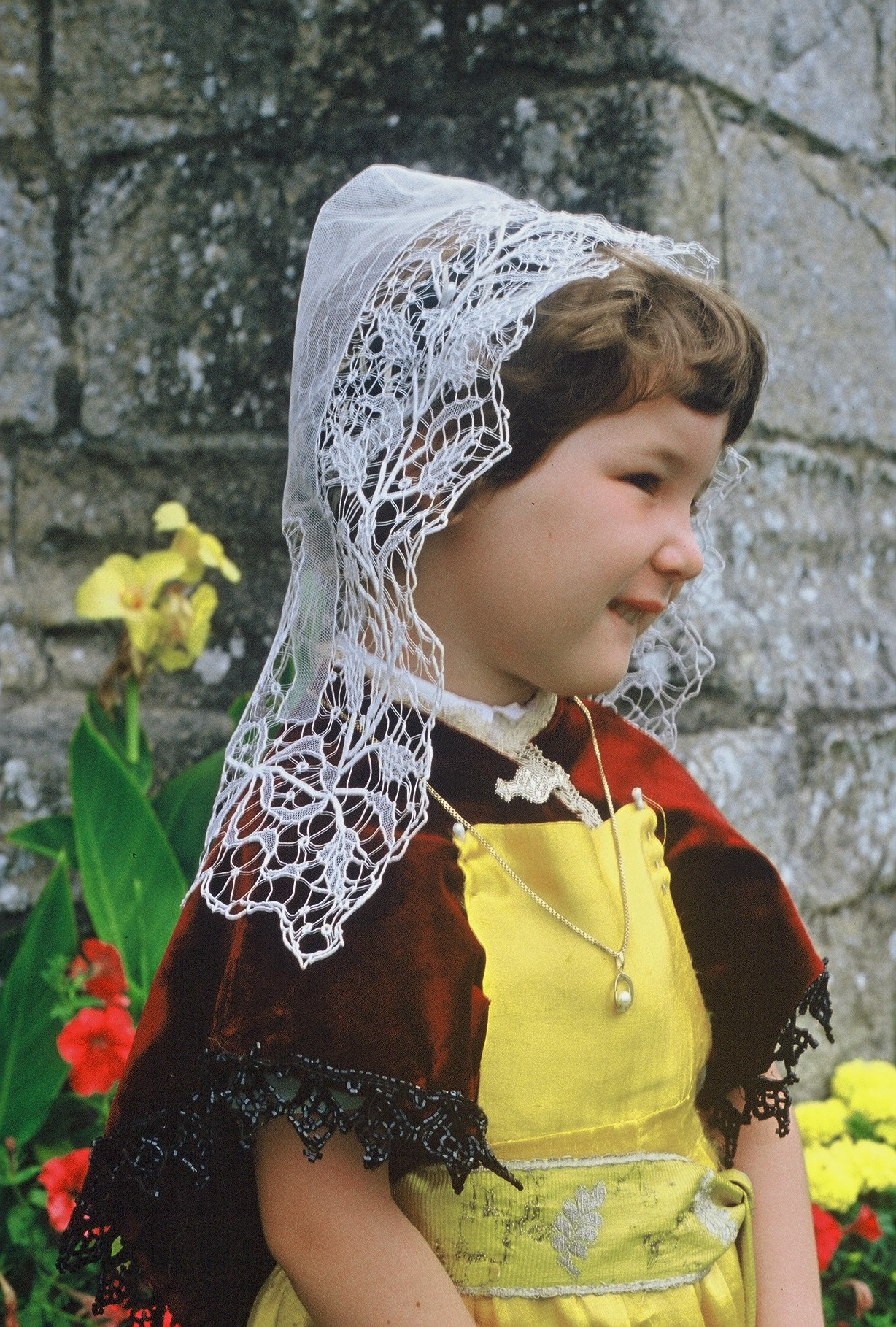
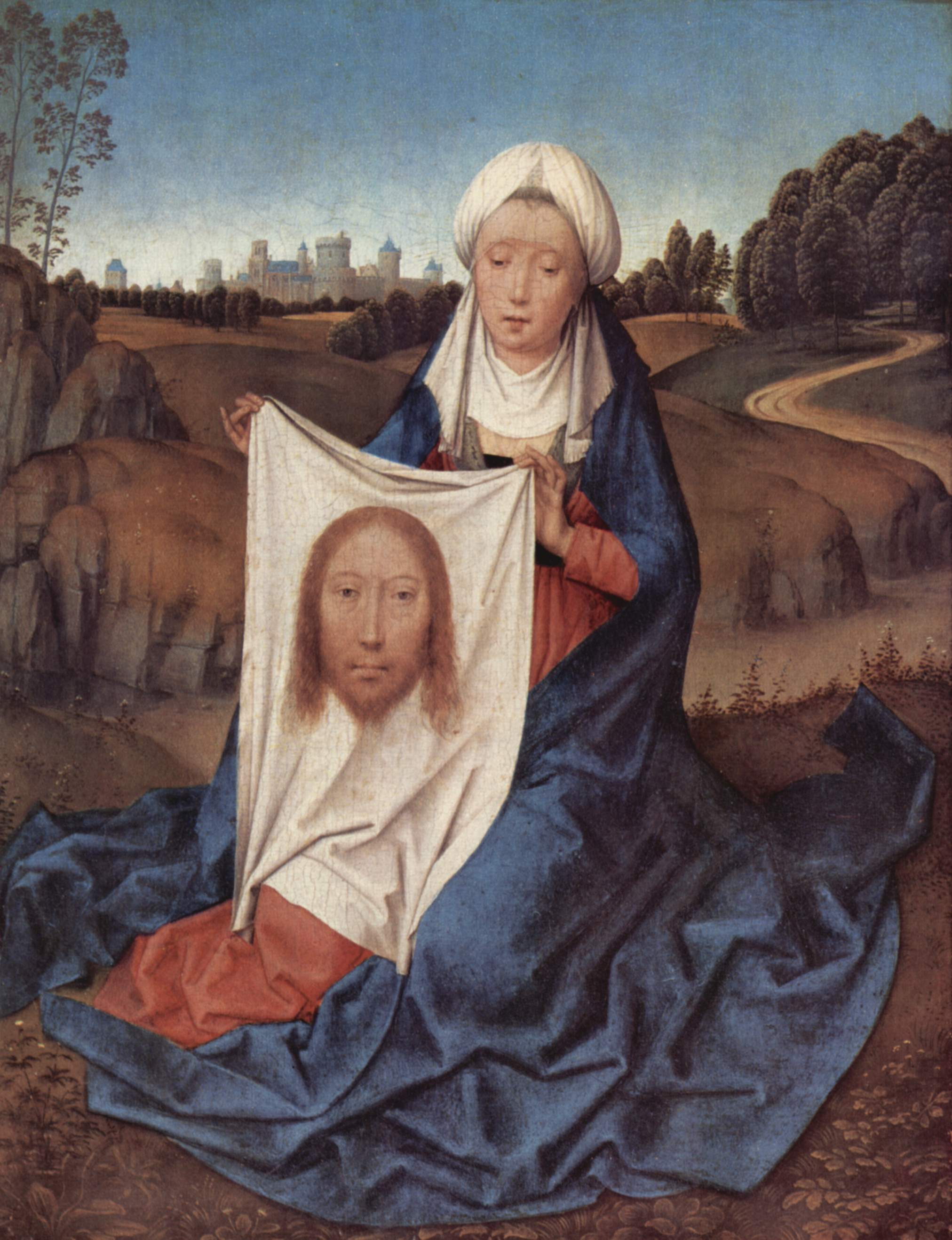
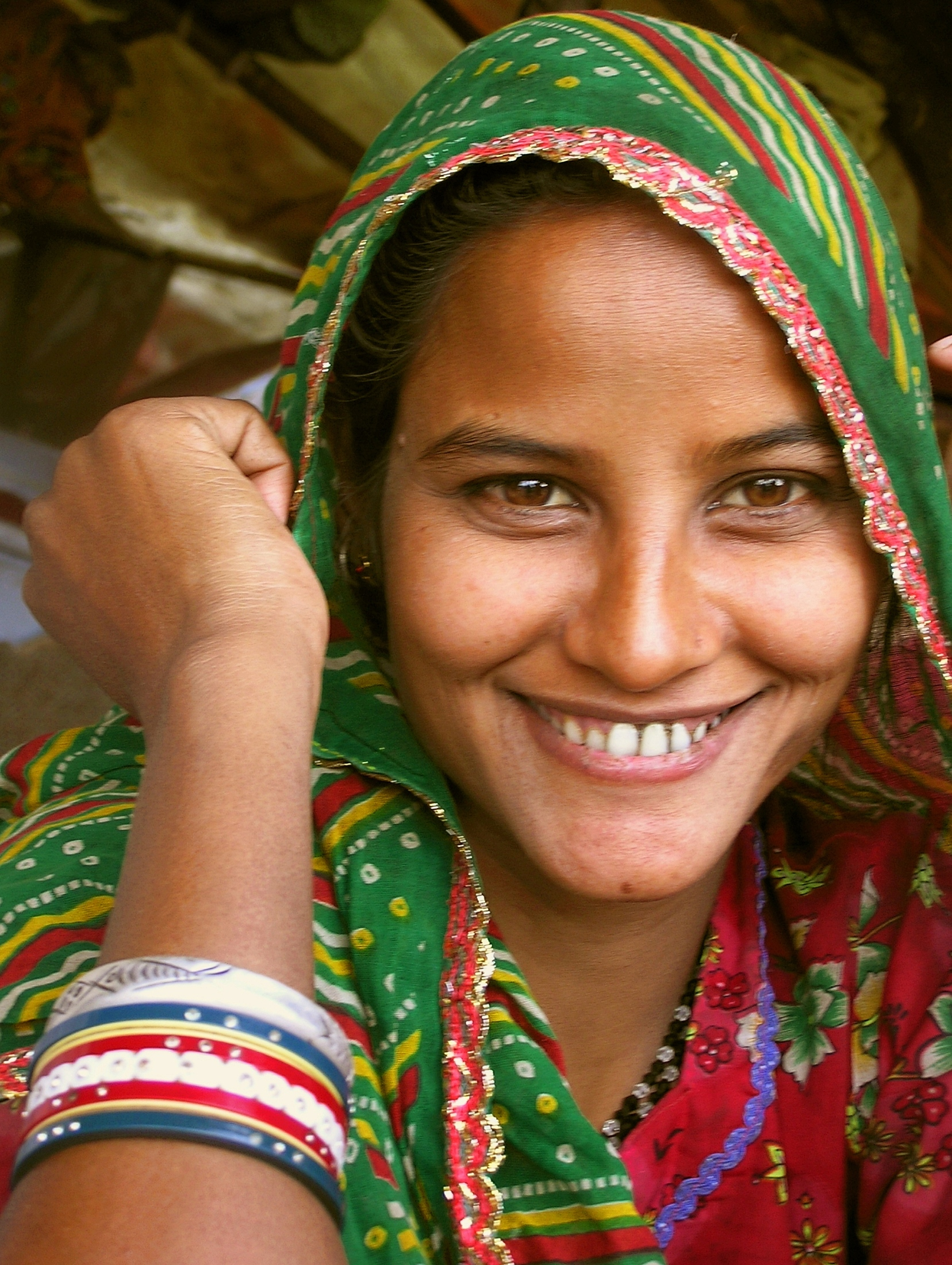
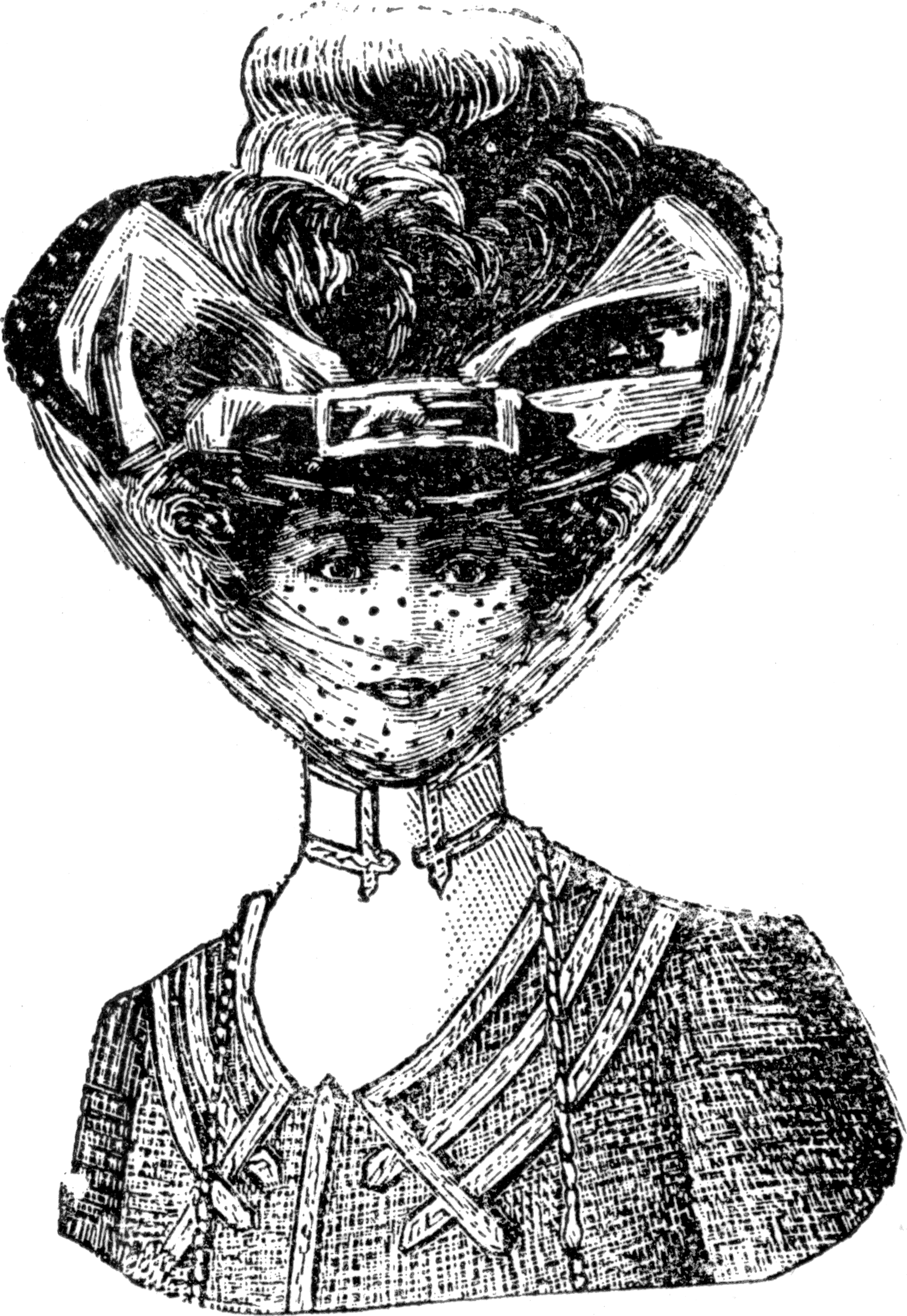

## Fordítás
Ez a szócikk részben vagy egészben  a   Velo című olasz Wikipédia-szócikk ezen változatának fordításán alapul.  Az eredeti cikk szerkesztőit annak laptörténete sorolja fel. Ez a jelzés csupán a megfogalmazás eredetét és a szerzői jogokat jelzi, nem szolgál a cikkben szereplő információk forrásmegjelöléseként.